# São Tomé e Príncipe nos Jogos Olímpicos
São Tomé e Príncipe competiu em 4 Jogos Olímpicos de Verão. Sua primeira participação ocorreu em 1996, em Atlanta. O país nunca competiu nos Jogos de Inverno e nunca ganhou uma medalha nos Jogos de Verão.